# Ordre du Jade

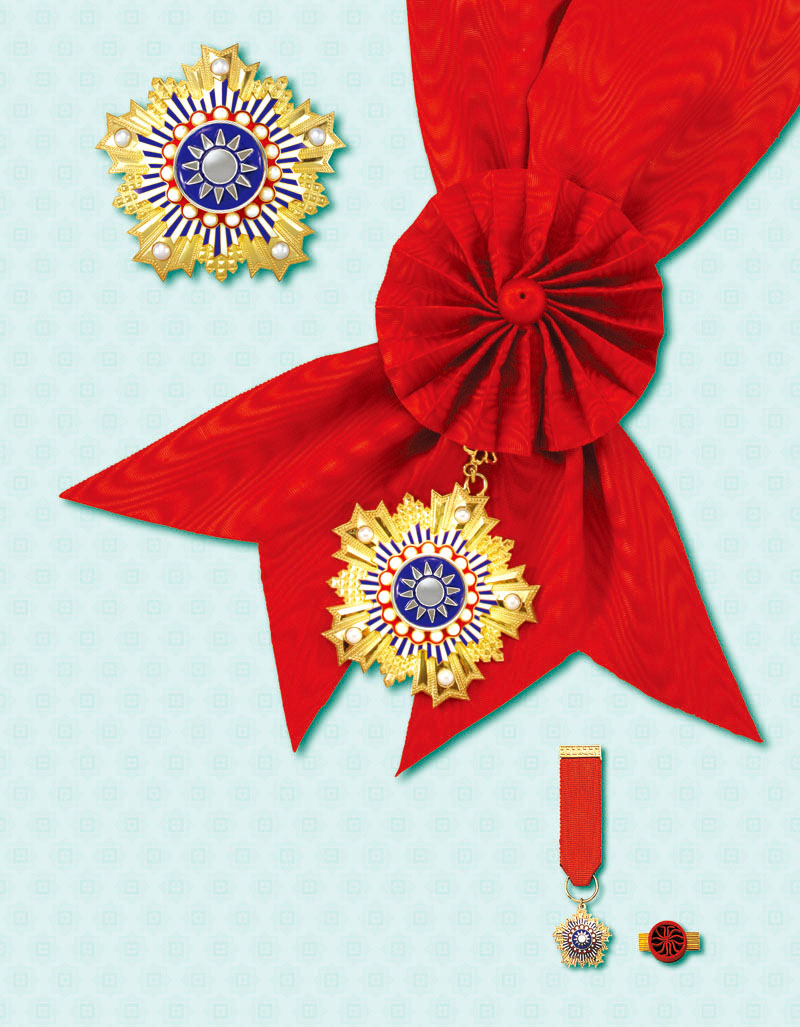
Ordre du Jade

L'ordre du Jade est une distinction honorifique de la république de Chine instituée en 1933 qui succède à l'ordre de l'Épi d'or aboli en 1929.

## Récipiendaires
- Léopold III, roi des Belges ;
- Jean Moulin (1938) ;
- Robert Jacquinot de Besange (1940) ;
- Matthew Festing (5 novembre 2015 par le président Ma Ying-jeou[1]) ;
- Baron Ludovic Moncheur, grand-croix dans l'ordre ;
- Baron Jules Guillaume, ambassadeur de S.M. le roi des Belges [2].